# Dukes Hill
Dukes Hill är en kulle i Hongkong (Kina). Den ligger i den norra delen av Hongkong. Toppen på Dukes Hill är 12 meter över havet.
Terrängen runt Dukes Hill är kuperad åt sydost, men åt nordväst är den platt. Runt Dukes Hill är det mycket tätbefolkat, med 2 521 invånare per kvadratkilometer. Närmaste större samhälle är Tsuen Wan, 17,4 km söder om Dukes Hill. I omgivningarna runt Dukes Hill växer i huvudsak städsegrön lövskog.